# Eustathios von Antiochia
Eustathios von Antiochia (lateinisch Eustathius; * in Side, Pamphylien) war ein spätantiker Bischof. Zunächst Bischof von Beroea, wurde Eustathios Mitte der 320er Jahre zum Patriarchen von Antiochia gewählt. In der Frühphase des arianischen Streits war er einer der wichtigsten „orthodoxen“ (nicht-arianischen) Akteure und vertrat vehement das Bekenntnis von Nicaea mit seinem Postulat der Wesensgleichheit gegen vermeintliche und tatsächliche Arianer.

## Leben
Eustathios stammte aus Side im kleinasiatischen Pamphylien. Er wurde zunächst Bischof von Beroea in Syrien (heute Aleppo). In dieser Zeit lernte er Alexander kennen, den einflussreichen Bischof von Alexandria, der zu dieser Zeit in einen Streit mit dem Presbyter Arius geriet. Alexander verfasste ein Rundschreiben gegen die Lehre des Arius, zu dessen Empfängern auch Eustathios gehörte. Vermutlich kann Eustathios schon damals als ein Gegner des „Arianismus“ betrachtet werden, doch trifft es die theologische Position von Eustathios besser, ihn als Gegner von Origenes zu bezeichnen oder vielmehr als Gegner einiger Weiterentwicklungen von dessen Theologie nach Origenes’ Tod, die mit dem Arianismus assoziiert waren. Als Philogenius starb, der Metropolit von Antiochia, wurde Eustathios auf einer Synode in Antiochia, die unter der Leitung des „anti-arianischen“ Bischofs Ossius von Córdoba stand, Anfang 325 zu seinem Nachfolger gewählt. In diesem Zusammenhang befreundete er sich mit Ossius.
Auf dem Ersten Konzil von Nicaea 325, das den arianischen Streit schlichten sollte, trat er als einflussreicher Metropolit von Antiochia entschieden gegen den „Arianismus“ bzw. origenistische Theologien auf. Angeblich sollen er und seine Anhänger schließlich das Nicaenum als Bekenntnis durchgesetzt haben, welches Gott mit seinem Sohn Jesus Christus „wesenseins“ nennt, was „arianischen“ Vorstellungen widersprach. Doch weicht das Nicaenum theologisch erkennbar von Eustathios’ trinitarischer Position ab. Auch nach dem nicänischen Konzil stritt er gegen origenistische Theologien und Kleriker bzw. „Arianer“. So verwehrte er wohl verschiedentlich Arianern die Aufnahme in den Klerus. Von dieser Maßnahme waren auch beispielsweise die späteren Bischöfe Eustathius von Sebaste, Stephanos von Antiochia und Leontios von Antiochia betroffen. Noch unbeliebter soll sich Eustathios aber im „arianischen“ Lager gemacht haben, als er dem einflussreichen Bischof Eusebius von Caesarea Abweichungen vom Nicaenum vorwarf, das dieser ebenfalls unterschrieben hatte. Doch kann Eusebius nicht direkt zu den „Arianern“ gerechnet werden, sondern zur so genannten „origenistischen Mittelgruppe“, eben einer Strömung in Nachfolge der Theologie des Origenes, die die „Wesensähnlichkeit“ Gottes mit Jesus Christus betonten statt wie Eustathios die „Wesensgleichheit“.
326 wurde der Nicht-Arianer Ossius von Córdoba, bis dahin Hofbischof Konstantins des Großen, entlassen. In der Folge bestimmten vermeintlich arianische Bischöfe, tatsächlich aber jene Kleriker der „origenistischen Mittelgruppe“, wie vor allem Eusebius von Nikomedia, die kirchenpolitische Macht am Hof. Die erstarkte Mittelgruppe setzte sich nun gegen ihre theologischen Widersacher vor allem aus dem Lager der Anti-Arianer entschieden zur Wehr, vielfach deshalb, da die Anti-Arianer die „origenistische Mittelgruppe“ zum 'Arianismus' rechnete und als häretisch diffamierte und bekämpfte. Auf einer Synode, die zwischen 327 und 330/331 in Antiochia stattfand, wurde Eustathios von Kyros, seinem Nachfolger auf dem Bischofsstuhl von Beroea, Sabellianismus vorgeworfen, woraufhin er abgesetzt wurde. Eine andere Variante der Absetzung überlieferte Bischof Theodoret: Eusebius von Nikomedia habe mit einigen anderen „arianischen“ Bischöfen eine Prostituierte bestochen, die daraufhin aussagte, ein Kind von Eustathios empfangen zu haben. Diese Erzählung scheint jedoch spätere Erfindung zu sein.
In der Stadt kam es daraufhin zu heftigen Unruhen, sodass der Kaiser in den Streit eingreifen musste. Er verhörte Eustathios, dem nun noch zusätzlich vorgeworfen wurde, Helena beschimpft zu haben, die Mutter Konstantins. Der Kaiser bestätigte den Beschluss der Synode, den Metropoliten abzusetzen, und verbannte ihn und viele seiner Gefolgsleute nach Trajanopolis in Thrakien. In Antiochia bildeten die verbliebenen Anhänger des Eustathios eine eigene Gemeinde und es kam zu einem Schisma. Eustathios selbst scheint in der Verbannung noch länger gelebt zu haben, da er eine Schrift gegen Photinus von Sirmium verfasste. Das genaue Todesdatum ist jedoch unsicher. 482 wurden seine Gebeine als Reliquien nach Antiochien überführt.
Eustathios galt schon früh als einer der wichtigsten orthodoxen Kirchenlehrer. Der Kirchenvater Hieronymus rühmt ihn nicht nur für seine exzellente Bibelkenntnis, sondern auch für seine Vertrautheit mit den weltlichen Schriften der Philosophen. Athanasius der Große, mit dem er gemeinsam gegen die „Arianer“ bzw. origenistische Theologie gestritten hatte, nannte ihn schon zu Lebzeiten „den Großen“. Einfluss soll er etwa auf Theodoret und Eustratios, Gelasius von Rom und Facundus von Hermiane ausgeübt haben, die seine Schriften studierten.
Das einzige vollständig erhaltene Werk des Eustathios ist die theologische Abhandlung De Engastrimytho contra Origenem. Hier kritisiert er die sonst bei Origenes übliche allegorische Bibelexegese am Beispiel von dessen Interpretation der Geschichte um die Hexe von Endor (1. Buch Samuel 28), da Origenes hier nicht allegorisch, sondern weitgehend wortwörtlich deute. Er schrieb außerdem eine Abhandlung de anima („Über die Seele“) und ein in acht Bücher eingeteiltes Werk gegen die Arianer. Diese und seine übrigen Schriften sind jedoch nur fragmentarisch erhalten. Die erhaltenen Fragmente seiner Schriften lassen, was seine dogmatisch-theologische Position angeht, viele Fragen offen. Klar ist, dass er strikt anti-origenistisch dachte und in Bezug auf den Logos von einer „wahren göttlichen Zeugung“ sprach.
Sein Festtag ist der 21. Februar.

## Ausgaben
- Eustathius Antiochenus: Opera omnia (= Corpus Christianorum Series Graeca. Band 51). Herausgegeben von J. H. Declerck. Brepols, Turnhout 2002, ISBN 978-2-503-40511-7.